# 新鐵金剛之不日殺機
《择日而亡》（英語：Die Another Day）是第20部詹姆斯·邦德系列电影，于2002年上映，这是皮尔斯·布鲁斯南第4次也是最后一次扮演虚构英国秘密情报局间谍詹姆斯·邦德。李·塔玛霍瑞担任导演，迈克尔·G·威尔森和芭芭拉·布洛柯里任制片人。2002年适逢詹姆斯·邦德系列电影诞生40周年，这一系列的首部作品是1962年的《007之诺博士》，由肖恩·康纳利饰演詹姆斯·邦德，特伦斯·扬执导。《择日而亡》中包括了对之前每一部作品的纪念，并且还间接提及了多部邦德小说。
电影的剧情主要讲述邦德前往朝鲜执行任务，虽然成功将一位意图叛变并发动战争的朝鲜人民军上校打下瀑布，但自己也被囚禁并受尽酷刑。超过一年后才通过囚犯交换重获自由。之后邦德努力试图找出令自己的掩护被朝鲜识破的秘密情报局叛徒，并抓到涉嫌此事的朝鲜间谍。
电影上映后获得的评价褒贬不一，一些影评人称赞了李·塔玛霍瑞的导演技巧，但也有一些人认为影片的剧情由于过度使用电脑特技而支离破碎。不过电影在商业上获得了成功，全球票房近4.32亿美元，如果不计算通货膨胀，这个成绩当时创下了詹姆斯·邦德系列电影的新纪录。

## 剧情
詹姆斯·邦德潜入一个朝鲜军事基地，朝鲜人民军的文上校在这里通过非法交易非洲血鑽来购买大批军火。文的副手赵发现邦德是英国秘密情报局间谍007后试图杀死他，但邦德逃脱并展开反击，文开着氣墊船逃跑，邦德在后追赶，最后文和气垫船一起掉下了瀑布，但邦德也被赶来的士兵和上校的父亲文将军抓获。
经受14个月的囚禁和酷刑后，英美政府通过囚犯交换用赵把邦德换了回来。由于担心他在严刑拷打之下可能泄露了机密，所以邦德的00号间谍身份和权限暂时均告失效。但邦德对赵的获释感到不甘，决心把他再抓回来，而且要找到把自己身份泄露给赵的双重间谍。邦德来到香港，并通过自己身在中华人民共和国政府内的线人得知有人在古巴看到过赵。
来到哈瓦那的邦德认识了美国国家安全局女特工吉娅辛塔·“金克斯”·约翰逊。两人一起在一个基因临床诊所发现了赵，这里可以通过基因重组改变病人的外貌。邦德和赵打了起来，后者虽然成功逃离但留下了一件饰物，邦德发现其中有一小片血钻，并且上面有英国亿万富翁盖斯特维·格拉弗斯公司的标识。
邦德遇到了盖斯特维和他的助理米兰达·弗罗斯特，后者是秘密情报局的一位卧底间谍。经过一轮击剑较量后，盖斯特维邀请邦德到冰岛观看一场科学演练。之后不久，M恢复了邦德00级间谍的身份和权限，并且同意对他的调查提供协助。
在冰岛，盖斯特维揭幕了一种名叫“伊卡洛斯”的新型轨道反射卫星，这种卫星可以将太阳能集中到一块很小的区域来形成极高的温度，提供巨大的能源。金克斯在午夜潜入盖斯特维的指挥中心，但被赵所擒。邦德前去救她前听到赵和盖斯特维交谈，意识到盖斯特维就是文上校，原来他不但没死，还通过基因重组改变了自己的容貌，“变”成了英国人盖斯特维·格拉弗斯。
邦德试图抓捕格拉弗斯，但米兰达·弗罗斯特原来是一名双重间谍，之前正是她向朝鲜泄露了邦德的身份，邦德不得不设法逃出去，然后开着自己的阿斯顿·马丁V12 Vanquish去救金克斯。赵则开着一辆捷豹XKR紧追不舍，之后邦德成功利用车辆的隐形功能杀死了赵，然后救出了差点被淹死的金克斯。
邦德和金克斯追踪格拉弗斯和弗罗斯特到达朝鲜半岛并潜入了格拉弗斯的运输机。格拉弗斯向文将军揭露了自己的真实身份以及伊卡洛斯卫星的建造目的，用集中太阳光的热量将朝韩非军事区的所有防御设备彻底摧毁，这样朝鲜人民军就可以再次大举入侵大韩民国，以武力手段统一朝鲜半岛。文将军认为这样的计划太过疯狂于是试图加以阻止，但却被自己的亲生儿子谋杀。
邦德和金克斯趁乱发起了进攻，乱战中一颗子弹打穿了机身，导致飞机开始失压和失速，并朝伊卡洛斯集中的太阳光束飞去。金克斯成功击毙了弗罗斯特，格拉弗斯试图带降落伞逃跑，但邦德打开了他的降落伞，导致格拉弗斯被卷入飞机发动机而丧命，伊卡洛斯也因此关闭。邦德和金克斯在货机坠毁前用货仓中的一架直升机成功逃生，并且还带走了格拉弗斯藏匿的钻石。

## 演員
- 皮尔斯·布鲁斯南饰英国秘密情報局间谍詹姆斯·邦德，代号007。
- 荷莉·貝瑞饰美国国家安全局间谍吉娅辛塔·“金克斯”·约翰逊（Giacinta 'Jinx' Johnson）。
- 托比·斯蒂芬斯饰盖斯特维·格拉弗斯（Gustav Graves），英国企业家，电影中的大反派。
- 羅莎蒙·派克饰米兰达·弗罗斯特（Miranda Frost），秘密情报局卧底，双重间谍。
- 尹成植饰赵（Zao），朝鲜恐怖分子，曾是文上校的手下。
- 茱蒂·丹契饰M，秘密情报局主管，邦德的顶头上司。
- 李威尹饰文上校，朝鲜人民军一个意图发动战争的上校，之后利用基因重组技术“变”成了英国企业家格拉弗斯。
- 曾江饰文将军，文上校的父亲。
- 约翰·克里斯饰Q，秘密情报局新任军需官和军械官。
- 科林·萨蒙饰查尔斯·罗宾逊（Charles Robinson），秘密情报局参谋长。
- 黃浩義饰酒店经理张先生，也是名中国间谍。
- 雷切尔·格兰特（Rachel Grant）饰为张先生工作的间谍，以按摩师的身份做掩护。
- 埃米利洛·艾切瓦利亚（Emilio Echevarría）饰拉乌尔，哈瓦那一家雪茄工厂的经理，英国卧底间谍。
- 萨曼莎·邦德（英语：Samantha Bond）饰曼妮潘妮小姐，M的秘书。
- 米哈伊尔·戈尔沃伊（Mikhail Gorevoy）饰弗拉基米尔·波波夫（Vladimir Popov），格拉弗斯手下的科学家。
- 劳伦斯·马克奥雷饰基尔先生，格拉弗斯的爪牙。
- 大卫·德西奥（David Decio）饰基尔先生的私人助理。
- 迈克尔·马德森饰达米安·法尔科（Damian Falco），金克斯在美國國家安全局的上司。
- 麥當娜饰格拉弗斯的击剑教练。

## 制作

### 拍摄

电影开场的桥段是于2001年12月在夏威夷茂宜島的北部海岸外拍摄的

《择日而亡》的主体拍摄工作于2002年1月11日在松林制片厂启动。电影主要在英国、冰岛和西班牙的加的斯取景，其它地点包括松林制片厂历史悠久的007舞台以及夏威夷州的茂宜島。
电影开场时的冲浪镜头由莱尔德·汉密尔顿、戴夫·卡拉玛和达里克·多尔纳表演，在夏威夷的茂宜岛拍摄完成，而海岸上的镜头则是在西班牙加的斯附近和英格兰的康沃尔郡拍摄。格拉弗斯的钻石矿也是在康沃爾郡取景。电影中有关古巴哈瓦那和虚构的洛索加诺斯岛实际上是在加的斯的卡莱塔海滩摄制。
哈莉·贝瑞身穿比基尼的镜头是在加的斯拍摄的，当地在拍摄期间寒风凛冽，所以每次拍摄前后贝瑞都会裹上厚厚的毛巾以免着凉。摄制过程中贝瑞还受了伤，一个爆炸烟雾弹的碎片飞到了她的眼睛里，之后经过30分钟的手术才成功取出。
过去每一部Eon制片公司制作的詹姆斯·邦德系列电影的小工具和道具都出现在本片Q先生位于伦敦地铁的仓库中。如《鐵金剛勇戰魔鬼黨》中的飞行包裹，《鐵金剛勇破間諜網》中罗莎·克里布（Rosa Klebb）用来下毒的鞋子等。Q还提到他发给邦德的手表是“你的第20块了”，意指《择日而亡》正是Eon制作的第20部邦德电影。电影中在冰面上的追车镜头分别是在挪威的斯瓦尔巴群岛和冰岛的冰河湖拍摄，此外挪威的约斯特达国家公园和英国皇家空军拉于格洛斯特郡的小雷欣顿机场都用来拍摄了电影中的一些镜头。肯特郡东部海滨小镇拉姆斯盖特的曼斯顿机场则拍摄了安东诺夫运输机的镜头。

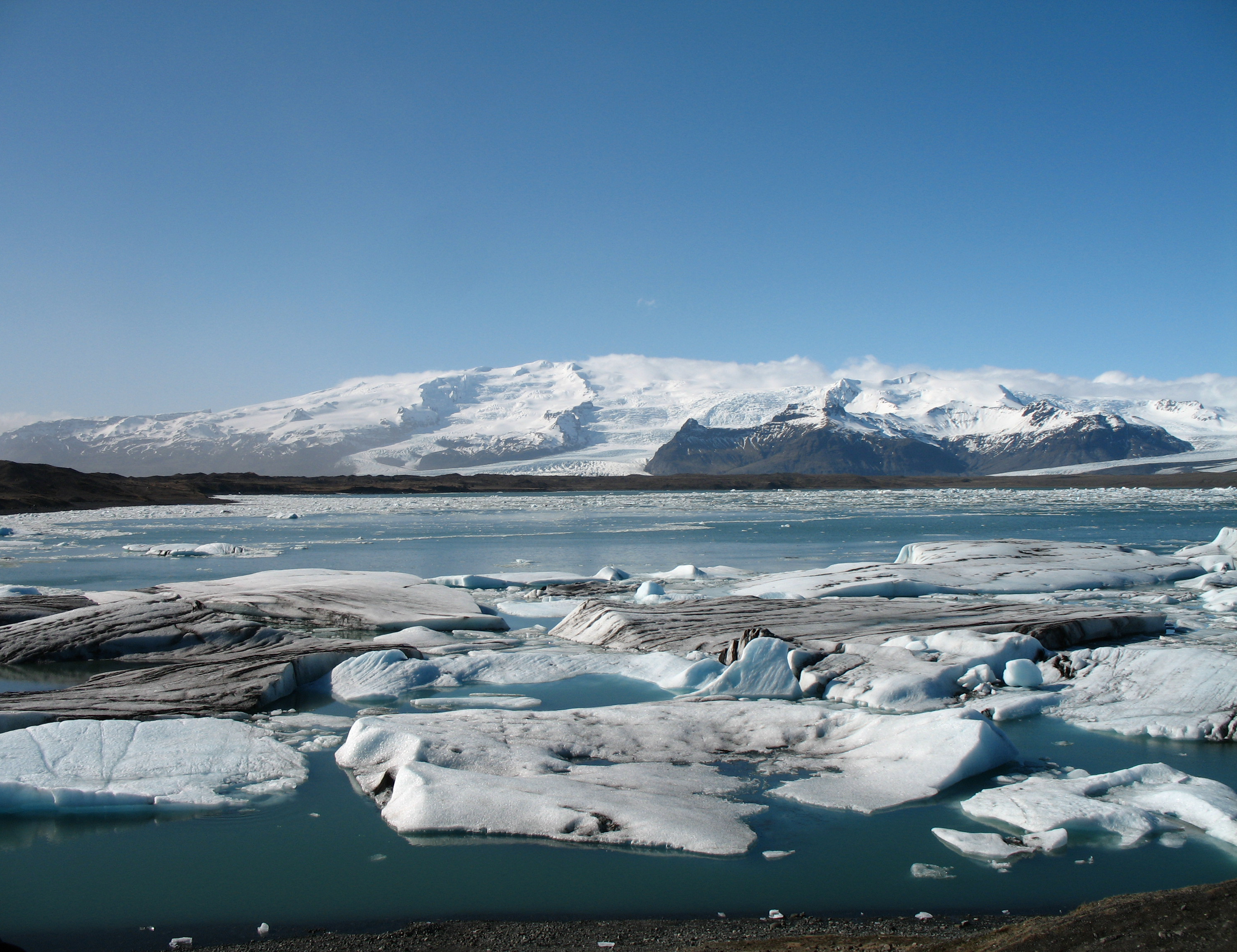
冰河湖

电影中邦德和金克斯用来秘密潜入朝鲜的飞行服是基于一种名叫程序化高海拔单兵运输系统（Programmable High Altitude Single Soldier Transport，简称）的工作模型设计制作的。该系统设计公司的主设计公司杰克·科纳克（Jack McCornack）对导演李·塔玛霍瑞相应镜头的处理留下了深刻的印象并表示，“它（镜头）很短暂，但也很真实。幸亏有这个快速的巡航装置，让好人可以不被发现打进目标，良好的滑翔性能和最小的雷达信号。这是对的一次很好的宣传推广”。
电影中邦德和金克斯的性爱场面是首次在银幕上表现出邦德的确在做爱，而不是像以往那样给出一个结束后的镜头。不过为了顺利进入美国市场，这段镜头不得不加以修剪。《择日而亡》的一个早期剪辑版本中有一段长约7秒钟的镜头，里面贝莉饰演的金克斯发出强烈的呻吟。美国电影协会要求这一镜头必须加以删剪才能够给予影片PG-13的分级，于是这一段镜头就被剪了，电影也如愿以PG-13的评级在美国上映。

### 音乐
《择日而亡》的同名电影原声带于2002年11月12日由華納兄弟唱片公司发行，大衛·阿諾德作曲。电影的同名主题歌由麦当娜创作并演唱，她还在片中客串了一位击剑教练。这是继《鐵金剛勇破神秘島》之后的第一个直接和电影剧情联系起来的主题歌，其他的歌曲都是相对独立的段落，其中没有任何剧情性质的镜头，但这首歌中则表现了詹姆斯·邦德落入朝鲜之手后努力在14个月的折磨中生存下来。对于这首歌曲的评价较为两极化，一方面它获得了第60届金球奖最佳原创歌曲奖提名和2004年葛萊美獎最佳舞曲录制奖提名，可另一方面它也被提名2002年金酸莓獎最差原创歌曲奖，麦当娜也因客串出镜“夺得”最差女配角奖。根据2006年英国第四台的一项詹姆斯·邦德电影中歌曲的调查，在22部电影主题曲中名列第9位，不过也在24岁以下人群中以压倒性优势排在第一名。
以下为电影原声带曲目列表：
1.   4:39
2.   4:02
3.   2:50
4.   3:47
5.   4:31
6.   2:05
7.   1:28
8.   2:02
9.   1:50
10.   1:21
11.   4:34
12.   4:54
13.   3:07
14.   11:50
15.   1:34

## 营销搭售
米高梅和Eon制片公司准许了美泰兒生产和销售基于詹姆斯·邦德系列电影的芭比娃娃。美泰兒宣布邦德风格的芭比娃娃将拥有“最优异的时尚风格”，身着晚礼服和红色披肩。这件礼服由林迪·海明设计，一直开叉到大腿，可以看到芭比的腿上绑有一个电话。这个娃娃是以礼品套装的形式发售，其中还有芭比的男友肯（Ken）身穿燕尾服装扮成詹姆斯·邦德的样子，燕尾服则是由意大利时尚公司布里奥尼设计的。
露華濃也与《择日而亡》的发行商合作，基于金克斯一角创建了一条化妆品产品线。这个限量版的彩妆系列于2002年11月7日配合电影的上映而发布。产品的名称中到处都有双关语和影射，色调和纹理的范围从“暖”到“冷酷和磨砂”。

## 发行与反响
《择日而亡》于2002年11月18日在伦敦的皇家阿爾伯特音樂廳举行了全球首映式。伊丽莎白二世和菲利普亲王是到场的荣誉嘉宾，这也是英国女王自《鐵金剛勇破火箭嶺》以来第2次出席詹姆斯·邦德系列电影的首映式。皇家阿爾伯特音樂廳之前曾改造为冰宫，但为这次首映又重新进行了改造。首映式所得的约50万英镑捐献给了女王赞助的电影和电视慈善基金。上映首日的门票收入达到了120万英镑。《择日而亡》最终在北美上映的票房成绩为1.6亿美元，全球票房4.31亿美元，这个成绩创下了詹姆斯·邦德系列电影的新纪录，直到2006年才被新上映的《007大战皇家赌场》超越。在2002年的美国电影票房排行榜上名列第12位，世界电影票房排列榜上名列第6位。
《择日而亡》在东北亚引起了一定的争议。朝鲜政府对片中对其残忍和好战的描绘不满。韩国于2002年12月31日发行本片，但有145家电影院予以抵制，因为他们对片中一个美国军官就有关保护韩国本土的事宜向韩国军队下令的情节感到冒犯，并且电影的中性爱场面镜头旁边还有一尊佛像。宗教團體曹溪宗发表声明谴责电影对其宗教信仰缺乏尊重，而且也没有反映出他们的价值观和道德观。《华盛顿邮报》报导称该国对美国的怨恨有日益增长之势。大韩民国文化体育观光部的一位官员表示《择日而亡》是“在错误的时间上映的一部错误的电影”。
电影中置入性行銷的数量之多引来了很多批评，特别是各路新闻媒体，例如英国广播公司、《时代》和路透社都讽刺电影的片名应该是《择日再买》（Buy Another Day）。据报道，有20家公司付了7000万美元来让他们的产品置入到本片中，这在当时创下了新的纪录，而《今日美國》的报道中这个数字更高达1个亿。因此到了2006年的下一部詹姆斯·邦德系列电影《007大战皇家赌场》时，电影中置入性行销的公司数目减少到了8个。
根据烂蕃茄上收集的224篇本片的评论文章，其中124篇给出了“新鲜”的正面评价，“新鲜度”为55%，平均评分6.0。而Metacritic上收集的43篇文章中有21篇给出好评，4篇差评，18篇褒贬不一，平均得分56。迈克尔·德吉纳（Michael Dequina）称赞本片是皮尔斯·布鲁斯南主演的最棒一部邦德电影，也是他印象中对这一系列最满意的一部作品。网站的拉瑞·卡罗尔（Larry Carroll）称赞导演李·塔玛霍瑞给电影找到了完美的平衡点，所以既可以继续邦德的传奇，又可以对前作进行纪念，还能够给所有电影注入新的热情。《娱乐周刊》也给出了较为正面的评价，称塔玛霍瑞重新建立起了这一系列流行的感官享受，“是位真正的电影人”。《纽约时报》的唐纳·史蒂文斯（Dana Stevens）认为《择日而亡》是继《鐵金剛勇破海底城》以来最出色的詹姆斯·邦德系列电影。《365电影怪胎》（Movie Freaks 365）的凯尔·贝尔（Kyle Bell）感觉电影的前半部分给出了一个“经典邦德”，但从冰宫出现后就开始走下坡路了。根据一份ITV新闻的调查数据，观众投票把金克斯评为银幕史上第4强悍的女性形象。
另一方面，《择日而亡》中由于剧情上受到忽视，过于依赖特技效果和多种先进工具而受到了严厉的批评。网站的线上影评人詹姆斯·伯纳汀内里（James Berardinelli）写道：“这是一部动作片的火车残骸，是电影人的一次愚蠢的尝试，他们打算把40年的传统扔进马桶冲走，强行将詹姆斯·邦德变成一个毫无心智的《极限特工》，把这变成一部只剩下爆炸的巨响和闪光的电影”。《休斯顿社区报》（Houston Community Newspapers）的加里·布朗（Gary Brown）也认为电影“永無止境的动作场面和巨大的爆炸声响看来已经占据了核心地位，而邦德这个角色几乎要退居二线了”。甚至曾经扮演过邦德的演员也来凑热闹。罗杰·摩尔表示：“我还以为我作为第一个到太空中的邦德有些太扯了！可这居然还有能隐身能自动躲闪的车？有没有搞错！”

## 改编
邦德小说家雷蒙德·本森根据尼尔·珀维斯和罗伯特·韦德创作的电影剧本改编并出版了同名小说。粉丝对其评价为中等偏上。2008年，塞巴斯蒂安·福克斯出版了小说《魔鬼也会在乎》来纪念詹姆斯·邦德小说的创作者伊恩·弗莱明诞辰100周年。